# Peckham (Londra)

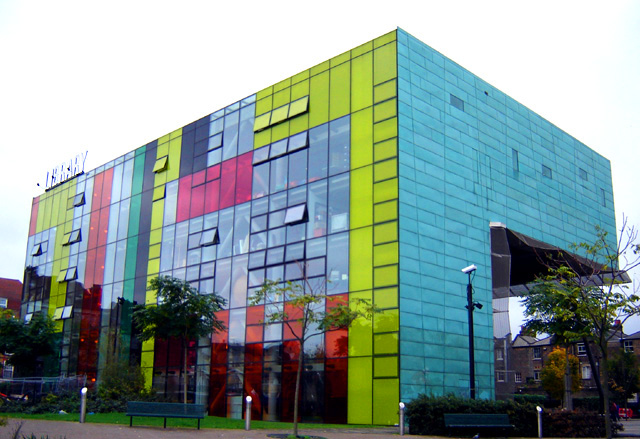
Biblioteca di Peckam

Peckham (AFI: /ˈpɛkəm/) è un quartiere di Londra, facente parte del borgo londinese di Southwark, ubicato a 5,6 km a sud-est di Charing Cross.

## Origine del nome
Peckham è il nome di un luogo sassone con il significato di villaggio del fiume Peck, un piccolo ruscello che scorreva nel distretto finché non venne chiuso nel 1823. Testimonianze archeologiche indicano una precedente occupazione romana nell'area, sebbene il nome dell'insediamento sia andato perduto.
Il nome di Peckam appare già nel Domesday Book nel 1086.